# Azida de prata
Azida de prata é o composto químico com a fórmula AgN3. Este sólido incolor é um explosivo bastante conhecido.

## Preparação, estrutura e decomposição
Azida de prata pode ser preparada pelo tratamento em solução aquosa de nitrato de prata com azida de sódio. A azida de prata precipita-se como um sólido branco, deixando nitrato de sódio em solução.
AgNO3(aq)  +  NaN3(aq)  →  AgN3(s)  +  NaNO3(aq)

## Segurança
AgN3, como a maioria das azidas de metais pesados, pode ser perigosamente explosiva.